# Dżurn Saghir
Dżurn Saghir (arab. جرن صغير) – wieś w Syrii, w muhafazie Aleppo, w dystrykcie Manbidż. W 2004 roku liczyła 431 mieszkańców.